# Manuel Torres
Manuel Roberto Torres Cano, född 25 mars 1995, är en mexikansk MMA-utövare som sedan 2022 tävlar i organisationen Ultimate Fighting Championship.